# Бримфілд (Массачусетс)
Бримфілд (англ. Brimfield) — місто (англ. town) в США, в окрузі Гемпден штату Массачусетс. Населення — 3694 особи (2020).

## Демографія
Згідно з переписом 2010 року, у місті мешкало 3609 осіб у 1429 домогосподарствах у складі 1000 родин. Було 1598 помешкань
Расовий склад населення:
| - 96,8 % — білих - 0,8 % — чорних або афроамериканців - 0,5 % — азіатів - 0,3 % — корінних американців - 0,1 % — вихідців з тихоокеанських островів |

До двох чи більше рас належало 1,6 %. Частка іспаномовних становила 2,2 % від усіх жителів.
За віковим діапазоном населення розподілялося таким чином: 21,6 % — особи молодші 18 років, 64,5 % — особи у віці 18—64 років, 13,9 % — особи у віці 65 років та старші. Медіана віку мешканця становила 44,6 року. На 100 осіб жіночої статі у місті припадало 98,4 чоловіків;  на 100 жінок у віці від 18 років та старших — 97,5 чоловіків також старших 18 років.
Середній дохід на одне домашнє господарство  становив 97 098 доларів США (медіана — 86 523), а середній дохід на одну сім'ю — 108 994 долари (медіана — 94 444). Медіана доходів становила 72 879 доларів для чоловіків та 55 195 доларів для жінок. За межею бідності перебувало 4,2 % осіб, у тому числі 5,6 % дітей у віці до 18 років та 1,3 % осіб у віці 65 років та старших.
Цивільне працевлаштоване населення становило 1997 осіб. Основні галузі зайнятості: освіта, охорона здоров'я та соціальна допомога — 35,8 %, виробництво — 14,6 %, роздрібна торгівля — 10,7 %, науковці, спеціалісти, менеджери — 10,1 %.